# 荷蘭排行榜
荷蘭排行榜（英語：Dutch Charts）又稱為及，是捷孚凯比荷盧製作的荷蘭唱片排行榜。主要榜單有荷蘭百大單曲榜和荷蘭百強專輯榜。

## 外部連結
- 官方网站（荷兰文）